# Лагідне (село)
Лагідне (колишні назви — Юшанли, Корніса, Янсцена І. Д., Лекаренка, до 2016 — Кірове) — село в Україні, у Молочанській міській громаді Пологівського району Запорізької області. Населення становить 883 осіб. До 2020 орган місцевого самоврядування — Молочанська міська рада.

## Географія
Село Лагідне розміщене на лівому березі річки Юшанли, вище за течією примикає село Могутнє, нижче за течією на відстані 2,5 км розташоване село Ясне. Річка в цьому місці звивиста, утворює лимани та стариці.

## Історія
Село засноване 1812 року менонітами на чолі із Йоганном Корнісом на орендованих землях. 1836 року Корніс отримав землю у подарунок від царя. У 1845 році у селі працював цегельний завод.
Село було внесено до переліку населених пунктів, які потрібно перейменувати згідно із законом «Про засудження комуністичного та націонал-соціалістичного (нацистського) тоталітарних режимів в Україні та заборону пропаганди їхньої символіки».
12 червня 2020 року, відповідно до Розпорядження Кабінету Міністрів України від № 713-р «Про визначення адміністративних центрів та затвердження територій територіальних громад Запорізької області», увійшло до складу Молочанської міської громади.
19 липня 2020 року, в результаті адміністративно-територіальної реформи та ліквідації Токмацького району, селище увійшло до складу Пологівського району.

## Населення
За переписом населення України 2001 року в селі мешкали 824 особи.

### Мова
Розподіл населення за рідною мовою за даними перепису 2001 року:
| Мова       | Відсоток |
| ---------- | -------- |
| українська | 84,94 %  |
| російська  | 14,84 %  |
| інші       | 0,22 %   |

## Економіка
- ВАТ «Госплемзавод імені Кірова»
- ВАТ «Украгротехнологія»

## Об'єкти соціальної сфери
- Школа
- Дитячий садочок
- Будинок культури
- Фельдшерсько-акушерський пункт
- Стадіон

## Пам'ятки
- Пам'ятка природи «Віковий дуб» — 130-річне дерево заввишки 29 м.